# Velika nagrada vzhodnih ZDA 1988
Velika nagrada vzhodnih ZDA 1988 je bila šesta dirka Svetovnega prvenstva Formule 1 v sezoni 1988. Odvijala se je 19. junija 1988 na dirkališču Detroit street circuit v Detroitu. Zmagal je Ayrton Senna, drugo mesto je osvojil Alain Prost, tretje pa Thierry Boutsen. Senna je dosegel najboljši štartni položaj, Prost pa je postavil najhitrejši krog dirke.

## Poročilo

### Kvalifikacije
Ayrton Senna je dosegel šesti zaporedni in svoj dvaindvajseti najboljši štartni položaj v karieri. Drugo in tretje mesto pa sta osvojil Ferrarijeva dirkača Gerhard Berger in Michele Alboreto, Alain Prost pa je bil tokrat četrti. V tretjo štartno vrsto pa sta se uvrstila Thierry Boutsen z Benettonom in Nigel Mansell z Williamsom. 

### Dirka
Pred 61.000 gledalci je Senna na štartu povedel, nato sta se zvrstita Ferrarija Bergerja in Alboreto, Prost pa je zadržal četrto mesto. Štiri kroge so vozili zelo skupaj, nato pa je Senna začel bežati in je imel po koncu četrtega kroga že dve sekundi prednosti. V petem krogu je Prost prehitel Alboreta, le krog kasneje pa še Bergerja, toda Senna je imel že prednost šestih sekund. V sedmem krogu je Boutsen, ki je tudi že prehitel Alboreta, napadel še Bergerja in trčil v Avstrijca, tako da je moral le-ta odstopiti. Le dva kroga kasneje pa je drugi dirkač Benettona Alessandro Nannini želel po notranji strani prehiteti Alboreta, ki ga je zaprl, in dirkač Ferrarija se je zavrtel, izgubil nekaj mest in moral na postanek v bokse. Izgledalo je že, da jo je Benetton Nanninija odnesel brez poškodb, toda v petnajstem krogu je zapeljal v bokse s poškodovanim vzmetenjem in zavornim sistemom, slednje ni bila posledica trčenje, ampak je imel Alboreto težave z zavorami že od prvih krogov, to težavo pa je tudi okrivil kot razlog za trčenje. Senna je imel osem sekund prednosti pred Prostom, ki se je boril z delno okvarjenim menjalnikom. Po dirki je povedal, da je imel največ težav s prestavljanjem iz četrte v peto prestavo, ki jo je zgrešil vsaj enkrat vsak krog. Zaradi nekaj odstopov v ospredju se je Nigel Mansell prebil na četrto mesto, toda zaradi visoke temperature in težav s pregrevanjem motorja v vsej dosedanji sezoni, je že v devetnajstem krogu odstopil zaradi okvare motorja. Njegov moštveni kolega Riccardo Patrese pa v sedemindvajsetem krogu zaradi identične okvare, svoj dirkalnik je parkiral ob stezi tik za Mansellovim. Pierluigi Martini, ki je prvič po treh letih spet dirkal, se je prebil že do petega mesta, po tem ko je v petintridesetem krogu Mauricio Gugelmin odstopil, v šestinštiridesetem krogu pa je odstopil še Alboreto. Toda Jonathan Palmer s Tyrrellom, ki je moral zaradi trčenja z Oscarjem Larraurijem že v prvem krogu na menjavo nosu dirkalnika in se je nato prebijal nazaj v ospredje, je bil v zadnjem delu dirke najhitrejši dirkač na stezi. V eni svojih najboljših predstav je Palmer v zadnjem delu uspel prehiteti Martinija in se prebiti na peto mesto. Senna je zmagal z vodstvom od štarta do cilja, Prost se je moral zadovoljiti z drugim mestom, točke pa so osvojili še Thierry Boutsen, Andrea de Cesaris, Jonathan Palmer in Pierluigi Martini z Minardijem. 

## Dirka
| Poz | Št | Dirkač             | Konstruktor     | Krogi | Čas/Odstop   | Št. m. | Toč |
| --- | -- | ------------------ | --------------- | ----- | ------------ | ------ | --- |
| 1   | 12 | Ayrton Senna       | McLaren-Honda   | 63    | 1:54:56,035  | 1      | 9   |
| 2   | 11 | Alain Prost        | McLaren-Honda   | 63    | + 38,713 s   | 4      | 6   |
| 3   | 20 | Thierry Boutsen    | Benetton-Ford   | 62    | +1 krog      | 5      | 4   |
| 4   | 22 | Andrea de Cesaris  | Rial-Ford       | 62    | +1 krog      | 12     | 3   |
| 5   | 3  | Jonathan Palmer    | Tyrrell-Ford    | 62    | +1 krog      | 17     | 2   |
| 6   | 23 | Pierluigi Martini  | Minardi-Ford    | 62    | +1 krog      | 16     | 1   |
| 7   | 29 | Yannick Dalmas     | Larrousse-Ford  | 61    | +2 kroga     | 24     |     |
| 8   | 36 | Alex Caffi         | Dallara-Ford    | 61    | +2 kroga     | 21     |     |
| 9   | 4  | Julian Bailey      | Tyrrell-Ford    | 59    | Zavrten      | 22     |     |
| Ods | 24 | Luis Perez-Sala    | Minardi-Ford    | 54    | Menjalnik    | 25     |     |
| Ods | 30 | Philippe Alliot    | Larrousse-Ford  | 46    | Pog. gred    | 14     |     |
| Ods | 33 | Stefano Modena     | EuroBrun-Ford   | 46    | Zavrten      | 19     |     |
| Ods | 27 | Michele Alboreto   | Ferrari         | 45    | Trčenje      | 3      |     |
| Ods | 25 | René Arnoux        | Ligier-Judd     | 45    | Pregrevanje  | 20     |     |
| Ods | 15 | Maurício Gugelmin  | March-Judd      | 34    | Motor        | 13     |     |
| Ods | 6  | Riccardo Patrese   | Williams-Judd   | 26    | El. sistem   | 10     |     |
| Ods | 1  | Nelson Piquet      | Lotus-Honda     | 26    | Zavrten      | 8      |     |
| Ods | 32 | Oscar Larrauri     | EuroBrun-Ford   | 26    | Menjalnik    | 23     |     |
| Ods | 17 | Derek Warwick      | Arrows-Megatron | 24    | Zavrten      | 9      |     |
| Ods | 5  | Nigel Mansell      | Williams-Judd   | 18    | Motor        | 6      |     |
| Ods | 14 | Philippe Streiff   | AGS-Ford        | 15    | Vzmetenje    | 11     |     |
| Ods | 19 | Alessandro Nannini | Benetton-Ford   | 14    | Vzmetenje    | 7      |     |
| Ods | 18 | Eddie Cheever      | Arrows-Megatron | 14    | El. sistem   | 15     |     |
| Ods | 21 | Nicola Larini      | Osella          | 7     | Motor        | 26     |     |
| Ods | 28 | Gerhard Berger     | Ferrari         | 6     | Predrta guma | 2      |     |
| Ods | 26 | Stefan Johansson   | Ligier-Judd     | 2     | Pregrevanje  | 18     |     |
| DNS | 16 | Ivan Capelli       | March-Judd      | 0     | Poškodba     | 0      |     |
| DNQ | 2  | Satoru Nakadžima   | Lotus-Honda     |       |              | 0      |     |
| DNQ | 10 | Bernd Schneider    | Zakspeed        |       |              | 0      |     |
| DNQ | 9  | Piercarlo Ghinzani | Zakspeed        |       |              | 0      |     |
| DNQ | 31 | Gabriele Tarquini  | Coloni-Ford     |       |              | 0      |     |